# 58 Dywizja Strzelecka (ZSRR)
58 Dywizja Strzelecka (ros. 58-я стрелковая дивизия) – związek taktyczny piechoty Armii Czerwonej.
W dniu 22 czerwca 1941 (atak III Rzeszy na Związek Radziecki) 58 Dywizją Strzelecką (58 DS) dowodził płk Nikołaj Szkodunowicz. 
W tym czasie 58 DS chodziła w skład 13 Korpusu Strzeleckiego, 12 Armii Frontu Południowo-Zachodniego. Na ziemiach polskich jej szlak bojowy prowadził przez Tomaszów Lubelski i Nisko. W dniu 30 lipca 1944 razem z 389 Dywizją Piechoty zdobyła Annopol, natomiast próba uchwycenia przyczółku na Wiśle nie powiodła się z powodu kontrataków armii niemieckiej.

## Dowódcy dywizji
- kombrig Iwan Nikitin (był w 1939)[3]
- płk Nikołaj Szkodunowicz[1]
- płk Aleksander Szykita[2]

## Struktura organizacyjna
- 170 Pułk Strzelecki
- 270 Pułk Strzelecki
- 335 Pułk Strzelecki
- 244 Pułk Artylerii[4]